# 三硒代亚砷酸钠
三硒代亚砷酸钠是一种无机化合物，化学式为Na3AsSe3。

## 制备
三硫代亚砷酸钠可由三氧化二砷、碳酸钠和硒在氢气气氛中加热至750℃制得。